# Heidesheim
Heidesheim – dzielnica miasta Ingelheim am Rhein w Niemczech, w kraju związkowym Nadrenia-Palatynat, w powiecie Mainz-Bingen. Do 30 czerwca 2019 samodzielna gmina, jako Heidesheim am Rhein była siedzibą gminy związkowej Heidesheim am Rhein.

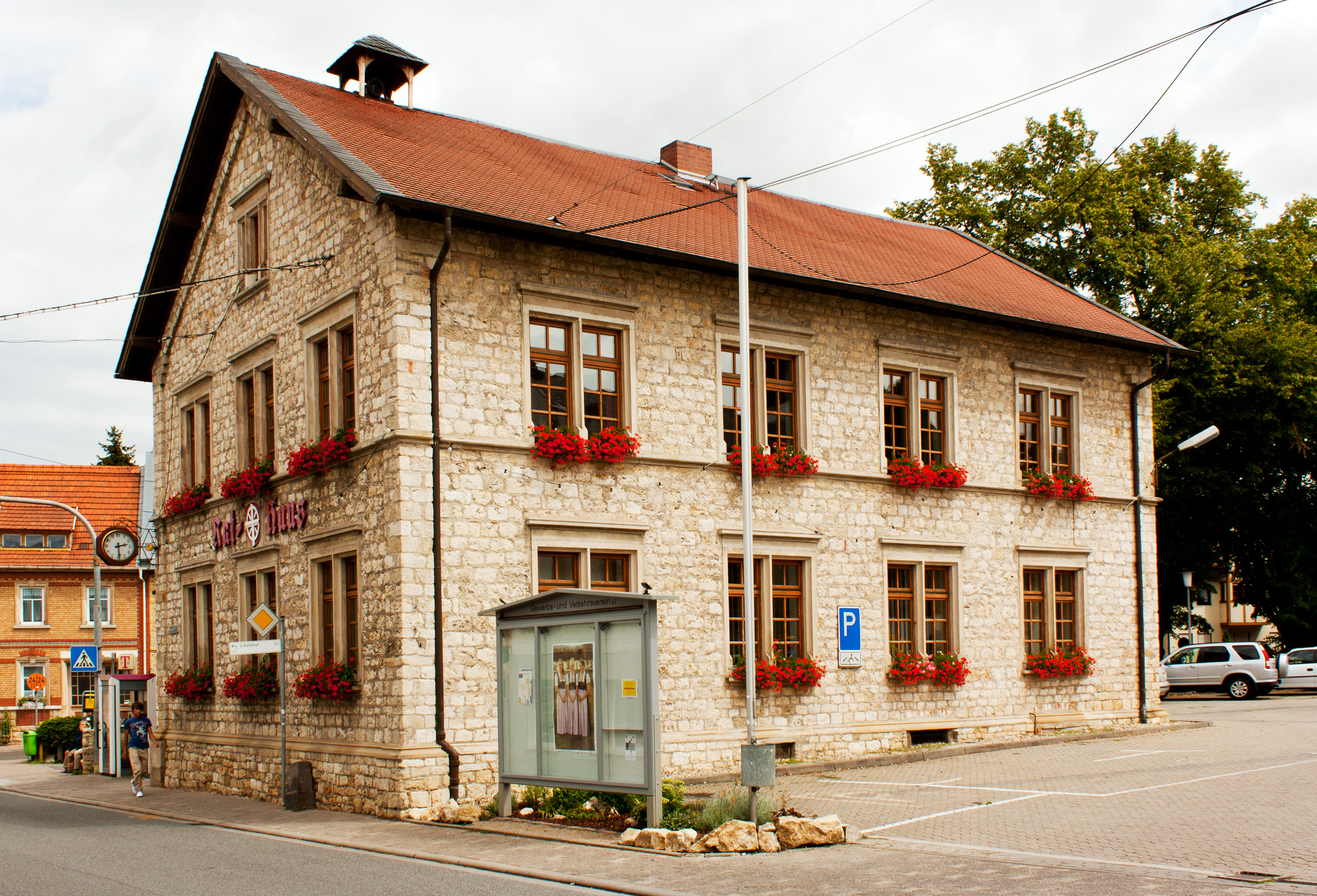
Ratusz

## Współpraca
Miejscowości partnerskie:
- Auxonne, Francja
- Egstedt – dzielnica Erfurtu, Turyngia
- Waltersleben – dzielnica Erfurtu, Turyngia